# Norman Manley
Norman Washington Manley (4. juli 1893 – 2. september 1969) var Jamaicas premierminister i 1955-62 og 1967-69.
Han var blev uddannet som sagfører. I 1938 grundlagde han People's National Party med sin fætter Alexander Bustamante.

## Andet
- Hans søn, premierminister Michael Manley

1. ↑  Navnet er anført på engelsk og stammer fra Wikidata hvor navnet endnu ikke findes på dansk.